# Dallas County (Texas)
Dallas County je okres ve státě Texas v USA. K roku 2010 zde žilo 2 368 139 obyvatel. Správním městem okresu je Dallas, které je rovněž třetím nejvíce zalidněným městem v Texasu. Celková rozloha okresu činí 2 353 km². Svůj název okres dostal podle George M. Dallase.